# Sequoyah County
Sequoyah County är ett administrativt område i delstaten Oklahoma, USA, med 42 391 invånare.  Den administrativa huvudorten (county seat) är Sallisaw.

## Geografi
Enligt United States Census Bureau har countyt en total area på 1 852 km². 1 745 km² av den arean är land och 106 km² är vatten.

### Angränsande countyn
- Cherokee County & Adair County - nord
- Crawford County, Arkansas - öst
- Sebastian County, Arkansas - sydost
- Le Flore County - syd
- Haskell County - sydväst
- Muskogee County - väst

### Orter
- Roland
- Sallisaw (huvudort)